# Chiesa di Santa Maria della Consolazione (Pozzuoli)
La chiesa di Santa Maria della Consolazione, chiamata dai fedeli chiesa del Carmine per la devozione alla Madonna del Carmine, è una chiesa di Pozzuoli, introdotta dai frati carmelitani, e sede vescovile della diocesi di Pozzuoli. Questa chiesa è rimasta ancora oggi vivissima anche dopo il loro allontanamento da Pozzuoli nel 1807.
In questa chiesa era anche fortemente venerata un'altra effigie della Vergine, davanti alla quale veniva a pregare re Ferdinando II di Borbone con la moglie incinta, la regina Maria Teresa, affinché la Madonna l'aiutasse nella gravidanza. Da allora questa statua fu definita Madonna del parto e le donne puteolane incinte vi si recavano per chiederle la grazia di un buon parto.

## Storia
La chiesa fu fatta realizzare tra la fine del XV gli inizio del XVI secolo dai frati carmelitani della chiesa del Carmine maggiore di Napoli e fu dedicata a San Giacomo il Maggiore.
L'edificio di culto fu rifatto nella prima metà del '600 e restaurato nuovamente nella seconda metà del XVIII secolo. Tra il 1810 e il 1817 fu abbelita dal vescovo di Pozzuoli Alfonso Castaldo che la dedicò alla Madonna della Consolazione. Fu elevata a chiesa parrocchiale l'11 aprile 1943.
La chiesa fu sottoposta a interventi di restauro prima nel 1983, a seguito del terremoto che in quegli anni colpì la città, e poi nel 2001, a cura della Conferenza Episcopale Italiana, della diocesi e della regione Campania. Nel 2012 l'altare maggiore e gli altari laterali della Madonna del Parto e di San Carlo, sono stati interessati da interventi di restauro conservativo.

## Descrizione
La facciata è in stile rinascimentale e risale alla prima metà del XIX secolo. Il medaglione ottocentesco sovrastante il portale marmoreo, che presenta la dedica alla Madonna della Consolazione DEIPARAE CONSOLATRICI SACRUM, contiene una maiolica riproducente la tela posta sull'altare maggiore risalente al 1992, opera di Antonio Isabettini.
L'interno è a pianta cinquecentesca con cappelle laterali e presenta un accenno di transetto. La navata è coperta da una volta a botte unghiata e la parte centrale del transetto da un tiburio.

### Cappelle e altari laterali
- Entrando a sinistra:

1. Cappella di santa Lucia: presenta una balaustra in marmo del 1747 ed un altare in marmo policromo del 1738 sul cui paliotto è raffigurata l'immagine della santa ad intarsio. Nella nicchia sovrastante è collocata la statua lignea della santa, risalente al XIX secolo. Sulle pareti laterali della cappella sono presenti due dipinti del 1942 dipinti da M. Richter, raffiguranti santa Agnese e santa Cecilia.
2. Penitenzieria, già cappella delle reliquie: presenta una balaustra marmorea settecentesca con lo stemma nobiliare del probabile committente
3. Cappella della Madonna del Rosario: presenta una balaustra in marmi policromi con stemma nobiliare risalente al XVIII secolo.
4. Altare della Madonna del Parto: fu fatto erigere nel 1750 dal nobile puteolano Andrea Di Fraia come dimostrano gli stemmi ai lati del paliotto. Le colonne e il frontone, che incorniciano la nicchia sopra l'altare che conteneva le statue lignee cinquecentesche della Madonna e di san Giuseppe, opere dello scultore Pietro di Belverte, donate da Don Pedro de Toledo ora esposte nel museo diocesano, furono aggiunti nel 1846 da Ludovico di Borbone conte d'Aquila. Al centro del frontone è presente infatti lo stemma borbonico.

- Entrando a destra:

1. Cappella della Madonna del Carmine: presenta una balaustra in marmo del 1747 ed un altare in marmi policromi il cui paliotto con ha al centro un intarsio raffigurante la Madonna del Carmelo. Sopra l'altare si trova la nicchia con la statua settecentesca della Madonna.
2. Cappella senza titolare: presenta una balaustra in marmi policromi e quel che resta di un sacrario. In una nicchia sulla sinistra era posta una statua in legno policromo del XVI secolo raffigurante San Giacomo, che faceva parte della vecchia chiesa intitolata all'Apostolo. Oggi restaurata si trova nel museo diocesano.
3. Altare di san Carlo Borromeo: fu realizzato in stile barocco nel 1818 con un paliotto intarsiato in marmi policromi. Esso è sormontato da una tela sempre ottocentesca raffigurante san Carlo Borromeo in preghiera incorniciata da due colonne di marmo e da un frontone curvo che presenta al centro lo stemma del vescovo Carlo Rosini, la cui tomba è posta ai piedi dello stesso altare.

A destra di questa cappella si trova un dipinto su tela raffigurante la Madonna di Costantinopoli.